# Theodor Spitta
Arnold Theodor Spitta (* 5. Januar 1873 in Bremen; † 24. Januar 1969 ebenda) war ein deutscher Politiker (DDP, BDV und FDP), Bürgermeister und Senator in Bremen.

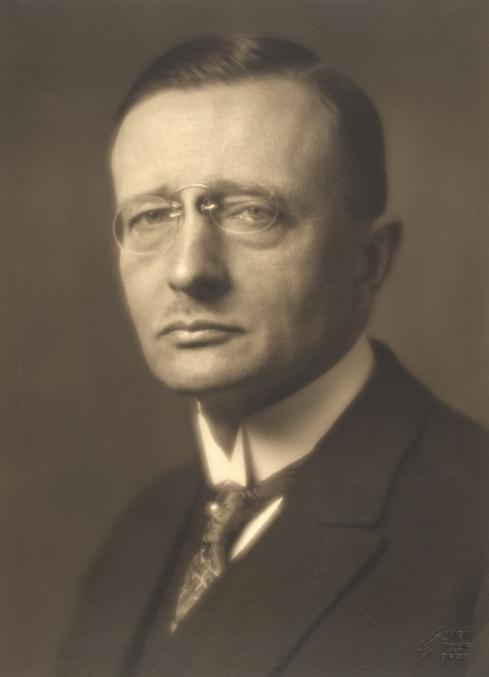
Aufnahme von Georg Fayer (1927)

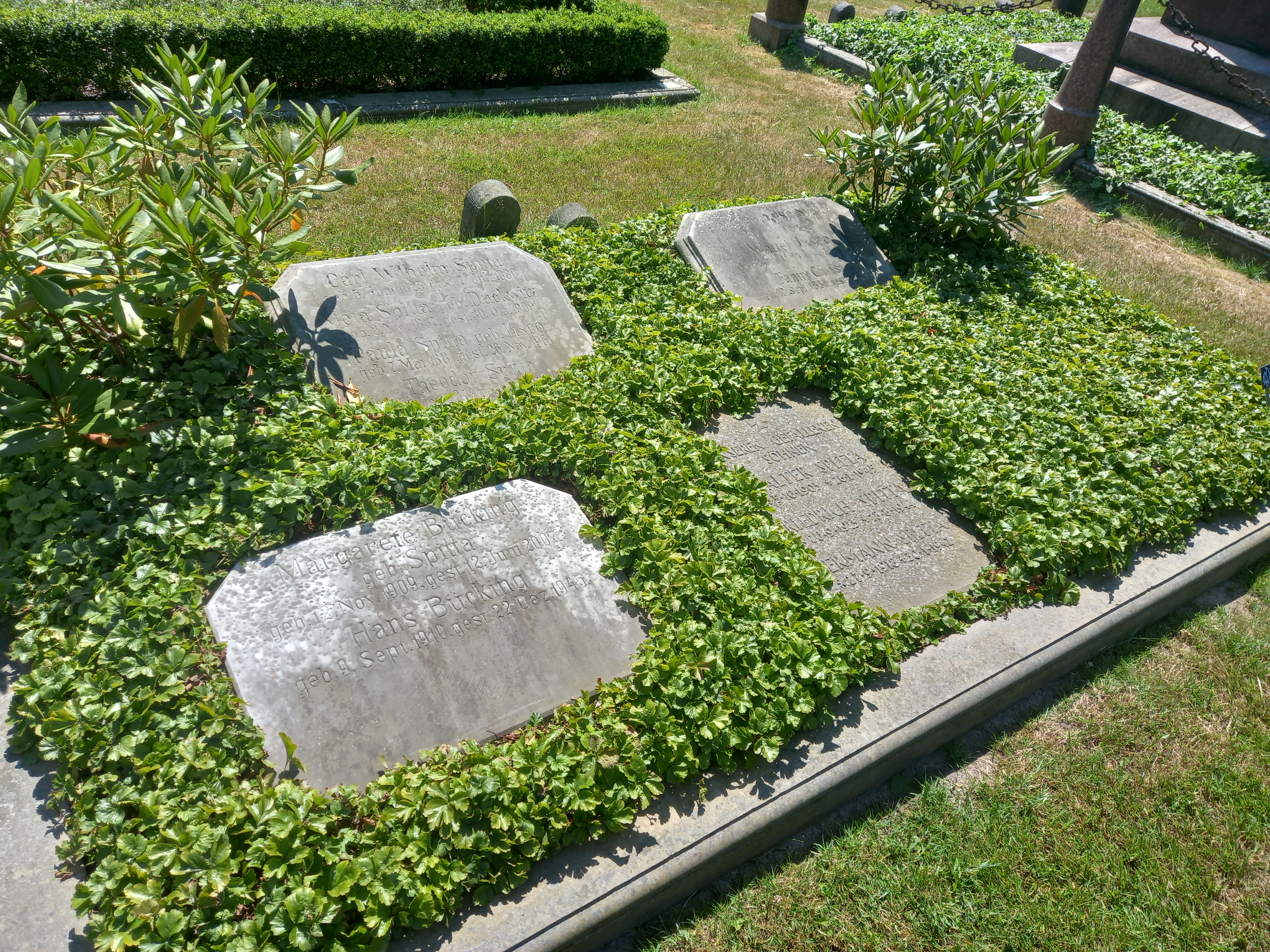
Das Grab von Theodor Spitta und seiner Ehefrau Paula geborene Lisco im Familiengrab Spitta auf dem Riensberger Friedhof in Bremen

## Biografie

### Familie
Spitta stammte aus einer calvinistischen Familie aus Flandern, die im 16. Jahrhundert in die Pfalz floh und danach über den Raum Braunschweig/Hannover nach Bremen kam. Ein Großonkel war der Theologe und Dichter Philipp Spitta (1801–1859), ein Onkel dessen Sohn, der gleichnamige Musikwissenschaftler Philipp Spitta (1841–1894). Die dann in Bremen ansässige Kaufmannsfamilie engagierte sich stets auch politisch. Sein Großvater Arnold Duckwitz, Vater von Spittas tiefreligiöser und ihn prägender Mutter Meta (1837–1909), war Bremer Bürgermeister. Spittas Vater, der schon 1881 starb, war ein vielseitiger Kaufmann.
Spitta war seit 1900 mit Paula geb. Lisco (1881–1961) verheiratet; das Paar hatte neun Kinder. Drei Söhne fielen im Zweiten Weltkrieg, darunter auch der Sohn Walter (1903–1945), evangelischer Pfarrer und führendes Mitglied der Bekennenden Kirche im Oldenburger Land. Seine Tochter Eva heiratete 1945 den Bildhauer Klaus Bücking.

### Ausbildung und Beruf
Spitta wuchs in einem großbürgerlichen Hause auf und besuchte die private Vorschule von Friedrich Grobe. Von 1883 bis 1892 absolvierte er das Alte Gymnasium. Von 1890 bis 1892 gehörte er dem Primaverein dieser Schule an. Nach dem Abitur studierte er von 1892 bis 1896 Rechtswissenschaften und Volkswirtschaftslehre an der Universität Freiburg im Breisgau, der Universität München, der Friedrich-Wilhelms-Universität Berlin und der Universität Erlangen, wo er 1896 mit einer Arbeit über Seedarlehen zum Dr. jur. promoviert wurde. Er unternahm von 1895 bis 1899 Reisen nach Ägypten, Palästina, England und den USA. Ab 1896 war er als Referendar tätig. 1900 ließ er sich als Rechtsanwalt in Bremen nieder. In der Zeit des Nationalsozialismus war er u. a. erneut als Rechtsanwalt tätig.

### Politik

#### Kaiserreich
1905 wurde Spitta für die Klasse der Akademiker zum Mitglied der Bremischen Bürgerschaft gewählt. Er wurde Mitglied der juristischen und von drei weiteren Kommissionen bzw. Deputationen. Er verteidigte entschieden das Achtklassenwahlrecht in Bremen und war Gegner der stärker werdenden Sozialdemokraten. 1911 wurde er als Landherr (Vorsitz im Kreistag des bremischen Landgebietes) zum Senator in den Senat der Freien Hansestadt Bremen gewählt. Er war zudem auch für Fragen der Justiz und der Finanzen engagiert. Im Ersten Weltkrieg war er Vertreter einer konservativen und nationalen, aber auch europäischen Einstellung. Er gehörte der Lebensmittelkommission an.

#### Weimarer Republik
1918 war Spitta entschiedener Gegner der Bremer Räterepublik. In der Weimarer Republik war er Mitglied der Deutschen Demokratischen Partei (DDP) (ab 1930 Deutsche Staatspartei). Er soll sich für eine liberale und soziale Demokratie eingesetzt haben. Vom 9. April 1919 bis zum 9. Juli 1920 gehörte er dem vorläufigen Bremer Senat an und war der Maßgebliche Verfasser der Landesverfassung von 1920, die bis 1933 galt.
„Spitta bejahte die „Idee echter Demokratie“, konnte sich aber mit der demokratischen Praxis – wie die meisten seiner Zeitgenossen in Reich und Ländern – nur langsam anfreunden. Besonders missfielen ihm zunächst die Abhängigkeit des Senats vom Parlament und die Mitsprache der Bürger in den Deputationen der Behörden.“
Vom 9. Juli 1920 bis zum 17. April 1928 war er als Bürgermeister Stellvertreter (siehe Bremer Bürgermeister) des Präsidenten des Senats Martin Donandt. Anschließend war er bis zur Machtübernahme der Nationalsozialisten in der Freien Hansestadt Bremen am 16. März 1933 weiterhin Senator. In seiner Senatszeit beteiligte er sich an den Reformen des Bildungswesens und war dann als Vorsitzender des Prüfungsausschusses für Finanzfragen und für das Justizwesen zuständig. Nach dem Rücktritt von Bürgermeister Karl Deichmann und Stellvertreter des Präsidenten des Senats am 1. April 1931 wurde er dessen Nachfolger.
Am 6. Juli 1932 nahm er an der Einweihung des  Bremer (Reichskolonialehrenmals) zusammen mit  General Paul von Lettow-Vorbeck und Admiral Wilhelm Souchon teil.

#### Zeit des Nationalsozialismus
Spitta lehnte erfolglos die Machtansprüche der Nationalsozialisten ab. Nach dem von den Nationalsozialisten erzwungenen Rückzug der drei sozialdemokratischen Senatoren am 6. März 1933 musste am 16. März 1933 auch der restliche Senat mit Donandt und Spitta an der Spitze zurücktreten.
Spittas Verhältnis zum NS-Regime bleibt in der Folge jedoch merkwürdig diffus. Eine wissenschaftlichen Ansprüchen genügende Biografie zur Klärung liegt bislang nicht vor. Werner Jochmann sieht in seiner sehr wohlmeinenden Einleitung zu den Tagebüchern Spittas der Jahre 1945–1947, Spitta als Individualisten und liberalen Demokraten alter Prägung, der die NSDAP weder vor 1933 noch danach aktiv bekämpft habe, aber sich auch zu keiner Zeit zu Kompromissen mit dem NS-Regime oder seinen Repräsentanten bereit sah.
Spittas Tätigkeit als Rechtsanwalt in der NS-Zeit beschränkte sich zunächst auf die Kirche. Dann wurde der 66-Jährige zu Beginn des Krieges zunächst zu Schreibtischarbeiten in der Bezugscheinstelle für Textilien herangezogen. Die folgende Tätigkeit war dann in der Rechtsabteilung des vom Reichsstatthalter für Oldenburg/Bremen, Carl Röver, eingesetzten Regierenden Bürgermeisters und SA-Gruppenführers Böhmcker, an dessen Trauerfeier Spitta 1944 teilnahm. In Böhmckers Auftrag verfasste er die Schrift Bremens deutsche Sendung; die aus Anlass des später abgesagten Besuchs Hitlers in Bremen am 1. Juli 1939 herausgegebene Broschüre „schwelgt in Kampfesmetaphorik, unterstreicht den Topos von Blut und Boden“.
Nach Hitlers Tod schreibt Spitta in sein Tagebuch: „Das Ableben Hitlers geht mir nach“, und er sei erleichtert, dass Hitler nicht in Feindeshand gefallen sei. „Leben und Laufbahn dieses Mannes waren ungewöhnlich, ja einzigartig“. Zumindest in den ersten fünf Jahren seiner Herrschaft habe Hitler „Großes erreicht“. Beifällig beurteilte Spitta den Versuch, ein großdeutsches Reich zu errichten und gleichzeitig eine europäische Einigung ohne Russland und das britische Weltreich ins Auge zu fassen. Als „zukunftsträchtige Ideen“ erschienen Spitta „die Verkündung der Volksgemeinschaft und die Pflege völkischer Art“.
Aus heutiger Sicht bleibt auch merkwürdig, „was Spitta zum Holocaust zu sagen hatte, über dessen Tragweite er sich offenbar keine Illusionen machte: „Hitler erstrebte eine Austilgung des Judentums in Deutschland, möglichst auch in Europa; das Ergebnis ist, daß das Judentum überall zu großem Einfluß kommt und besonders in Deutschland viele leitende Stellen in Staat, Wirtschaft und Kultur einnehmen wird.“ Sein verstörendes Fazit: „Es bleibt zu beklagen, daß Hitler in seinen und seines Reiches Untergang auch fruchtbare und wertvolle Ansätze einer besseren staatlichen, völkischen, sozialen und wirtschaftlichen Zukunft mit hineinreißt.““
Spitta verlor 1942 seine wertvolle Bibliothek, als sein Haus zerbombt wurde.
Seinem Tagebuch vertraute er am 14. Mai 1945 an: „Die größte Sorge [...] ist das Eintreten der Amerikaner für die Kommunisten. Der antifaschistische Kampfbund ist offenbar vorwiegend bolschewistisch“ – und weiter: „Selten haben mir Menschen einen so unangenehmen Eindruck gemacht. So denke ich mir die bolschewistischen >Kommissare< “. Er befürchtete, die „bolschewistische Saat“ könne aufgehen, bevor die Amerikaner die verhängnisvollen Wirkungen ihrer mit Unterstützung der Kampfgemeinschaft gegen den Faschismus (KGF) durchgeführten Entnazifizierungspolitik erkannt hätten.

#### Spittas Rolle bei der Entnazifizierung
Seit Sommer 1945 setzten sich der neue Bremer Landgerichtspräsident Diedrich Lahusen und Justizsenator Theodor Spitta bei der amerikanischen Militärregierung für die Wiedereinsetzung der von ihren Posten entlassenen Juristen ein, denn – so ihre Argumentation – „ohne die ehemaligen Richter und Staatsanwälte würden die Gerichte bald unter der Last der Verfahren zusammenbrechen. Die Justiz aber könne nur schlagkräftig gegen die Kriminalität ankämpfen, wenn bewährtes Personal eingestellt würde – notfalls auch frühere Parteigenossen.“ So behauptete Spitta sogar, die betreffenden Richter hätten dem Nationalsozialismus „innerlich fremd und ablehnend gegenübergestanden“; wenn sie trotzdem der Partei beigetreten seien, dann nur unter „unerhörtem Druck“ ihrer Vorgesetzten. Dass alle diese Behauptungen unwahr sind, beweisen die Unterlagen, die im Berlin Document Center archiviert sind, so beispielsweise der Fall des Bremer NS-Sonderichters Emil Warneken.
400.000 Bremer mussten ab Mai 1947 die Meldebögen nach dem sogenannten „Befreiungsgesetz“ ausfüllen. 1949, nach zwei Jahren, wurde die Entnazifizierung in Bremen nach dem Weggang des zweiten Befreiungssenators Alexander Lifschütz von Wilhelm Kaisen und Theodor Spitta für beendet erklärt. Prominent ist der Fall Richard Duckwitz, seit Mai 1933 Mitglied der NSDAP, SA-Sturmführer und Reiter-SA, der u. a. von Juni 1944 bis April 1945 kommissarischer Regierender Bürgermeister Bremens war. Er gab an, eine kampflose Übergabe Bremens angestrebt zu haben, was er aber nicht erreichte. Dass diese Darstellung jedoch den Ausschlag gab, Duckwitz tatsächlich als „entlastet“ einzustufen, hatte er u. a. den Zeugenaussagen Theodor Spittas und Wilhelm Kaisens zu verdanken.
In einer so genannten Abschlussphase wurden noch einmal alle Bremer Fälle der ersten beiden Kategorien – Hauptschuldige und Belastete – untersucht. Bis auf drei belastete KZ-Wachmänner, die wegen mehrfachen Mordes zu der Zeit schon eine langjährige Schwurgerichtsstrafe absaßen, wurden auf Vorschlag von Theodor Spitta alle Belasteten zu Mitläufern zurückgestuft.

#### Bundesrepublik
Spitta war 1945 Mitbegründer der Bremer Demokratischen Volkspartei (BDV), die später zum Landesverband der FDP wurde. Am 5. Juni 1945 wurde er von der amerikanischen Militärregierung zum Senator für Justiz und zum Bürgermeister als Vertreter des Regierenden Bürgermeisters Erich Vagts berufen. Nach der Ablösung von Vagts wählte der Senat ihn am 1. August 1945 auf Vorschlag von Wilhelm Kaisen zum Bürgermeister als Stellvertreter des Präsidenten des Senats im Senat Kaisen I.
Die Situation der von den Nazis vertriebenen und nach Deutschland zurückgekehrten Juristen wie Karl Loewenstein (Jurist) war schwierig. Nach wie vor schlugen ihnen als Exilierte massive Vorurteile entgegen. Spitta erwähnt die Tätigkeit Karl Loewensteins bei ihm, in dem er dem in München geborenen und promovierten Staatsrechtler „gute Deutschkenntnisse“ attestiert und zudem bemerkt, „äußerlich nicht jüdisch“ sowie weiter: „Loewenstein sicher Jude, aber äußerlich ohne die besonderen Merkmale dieser Rasse.“
Nach den Bürgerschaftswahlen vom 28. November 1946 wurde Spitta wieder in den Senat gewählt. Er übernahm weiterhin das Ressort Justiz, Verfassung und kirchliche Angelegenheiten, und er blieb Bürgermeister. Die Ämter hatte er bis zum 28. Dezember 1955. Für Bremen nahm er am Verfassungskonvent auf Herrenchiemsee für das Grundgesetz teil.
Spitta entwarf (wie schon 1920) 1947 die bremische Landesverfassung, die 1947 in Kraft trat. In den Jahren von 1945 bis 1947 arbeitete er eng mit seinem juristischen Berater Karl Carstens zusammen.
Nach seinem Abschied ab 1955 zog er sich aus der aktiven Politik zurück. Er war aber noch in der FDP im begrenzten Umfang aktiv und arbeitete ehrenamtlich im Rathaus an der Kommentierung der Verfassung.
Am 9. Januar 1969 stürzte der 96-Jährige beim Betreten des Rathauses – von einer schweren, zuschlagenden Tür gestoßen. Am 24. Januar 1969 starb Theodor Spitta an den Folgen dieses Sturzes.

## Ehrungen
- 1956 wurde Spitta die Bremische Ehrenmedaille in Gold für seine Verdienste um die Bremer Landesverfassungen der Jahre 1919 und 1947 verliehen.
- Nach ihm ist der Bürgermeister-Spitta-Preis der Liberalen Gesellschaft in Bremen benannt.
- Die Theodor-Spitta-Gesellschaft von 1984 e. V., deren Zweck die Förderung der Bremer Staats- und Universitätsbibliothek ist, wurde nach ihm benannt.
- Die Bürgermeister-Spitta-Allee in Schwachhausen trägt seinen Namen.

## Schriften sowie aus dem Nachlass herausgegebene Zeugnisse
- „Keine andere Rücksicht als die auf das gemeine Beste“. Briefe und Reden. Mit einem Beitrag von Karl Carstens. Im Auftrag der Theodor-Spitta-Gesellschaft herausgegeben von Hans-Albrecht Koch und Anna-Katharina Wöbse, Bouvier, Bonn 1997, ISBN 3-416-02719-1.
- Ende des Bürgertums. Tagebuchbetrachtungen 1942. Veröffentlicht von der Landeszentrale für politische Bildung der Freien Hansestadt Bremen, Edition Temmen, Bremen 1994, ISBN 3-86108-241-1.
- Neuanfang auf Trümmern. Die Tagebücher des Bremer Bürgermeisters Theodor Spitta 1945–1947. Herausgegeben von Ursula Büttner und Angelika Voss-Louis, mit einer Einleitung von Werner Jochmann, Verlag Oldenbourg, München 1992, ISBN 3-486-55938-9
- Aus meinem Leben. Bürger und Bürgermeister in Bremen. List, München 1969.
- Als Herausgeber: Hermann Apelt: Reden und Schriften. Hauschild, Bremen 1962.
- Kommentar zur Bremischen Verfassung von 1947. Schünemann, Bremen 1960.
- Dr. Martin Donandt – Bürgermeister in Bremen. Ein bremisches Lebens- und Zeitbild. Storm, Bremen 1948 (in einzelnen Passagen gekürzte und veränderte Ausgabe des Buchs von 1938).
- Bremens deutsche Sendung. Herausgegeben im Auftrage des Regierenden Bürgermeisters der Freien Hansestadt Bremen SA.-Gruppenführer Böhmcker aus Anlaß des Besuchs des Führers am 1. Juli 1939. Bremen 1939 (Schrift ohne Angabe des Urhebers, wird Theodor Spitta zugeordnet), DNB 576473898.[16]
- Dr. Martin Donandt – Bürgermeister in Bremen. Ein bremisches Lebens- und Zeitbild. Für die Familie Donandt aufgezeichnet von Theodor Spitta. als Hs gedr. , Belserdruck, Stuttgart 1938.